# クルト・クーゼンベルク
クルト・クーゼンベルク（Kurt Kusenberg、1904年6月24日 - 1983年10月3日）は、ドイツの短編作家、美術批評家、編集者。

## 経歴
スウェーデンのヨーテボリにてドイツ人技師の息子として生まれる。父の仕事の関係で幼少期をリスボンで過ごしこの地のドイツ語学校に通った。
1914年、第一次世界大戦の勃発を機にドイツに移り、ヴィースバーデン、1917年からはビュールで暮らしそれぞれの地で実科ギムナジウムに通う。1922年よりミュンヘン、ベルリン、フライブルクの大学で美術史を学び、1928年にロッソ・フィオレンティーノの研究で博士を取得。卒業後に短期間美術商を営んでいたが、すぐに自分には不向きであることを思い知った。
1929年より『世界芸術』誌、『フォス新聞』に美術批評を寄稿。1935年から1943年まで『コラーレ』誌の副編集長を勤めた。1943年から1945年まで出兵、アメリカ軍捕虜となり1947年までナポリ近郊に留まった。復員後、ミュンヘンでフリーの作家として活動。1958年よりローヴォルト社の編集顧問となり、同社の『ロ・ロ・ロ伝記叢書』の出版を手がけた。
クーゼンベルクは日本語訳にして10ページ程度のごく短い短編作品（Kurzgeschichte）によって知られており、この形式で現実と奇想とが入り混じったナンセンスな、あるいはユーモラスな作品を多く書いている。
作品集に『壜（ラ・ボテリヤ）』（1940年）、『蒼い夢』（1942年）、『ひまわり』（1951年）など。またエッセイ、放送劇のほか、美術批評家としてパウル・クレー、アンリ・マティス、パブロ・ピカソなどの現代美術、レイモン・ベイネ、ジャン・エッフェルなどのカリカチュアの紹介、翻訳家としてジャック・プレヴェールのシャンソンやジャン＝ポール・サルトル、ジャン・ジュネらの作品のドイツ語翻訳も行なっている。1983年、ハンブルクで死去。

## 日本語訳作品
- 『壜の中の世界』（前川道介,三宅晶子,竹内節訳、国書刊行会、文学の冒険）1991年10月